# Verkehrslärmschutzverordnung
Die Verkehrslärmschutzverordnung (16. BImSchV), definiert unter anderem Immissionsgrenzwerte zum Schutz vor Verkehrslärm. Bei den Grenzwerten wird unterschieden, welche Gebiete (z. B. Wohngebiete) betroffen sind.

## Anwendungsbereich, Immissionsgrenzwerte
Gemäß § 1 Abs. 1 gilt die 16. BImSchV für den Bau oder die wesentliche Änderung von öffentlichen Straßen und Schienenwegen. Was eine wesentliche Änderung ist, wird in Absatz 2 beschrieben. Ein Beurteilungskriterium ist der Lärmpegel von 70 dB am Tage (6–22 Uhr) und 60 dB in der Nacht. Diese Pegel sollen nicht überschritten werden und gelten aus Auslöseschwellen für eine Lärmsanierung.
Die in § 2 festgelegten Grenzwerte sind abhängig von der Klassifizierung des betrachteten Gebietes. So sieht die 16. BImSchV beispielsweise für Gebiete, in denen Krankenhäuser und Schulen liegen, mit 57 dB am Tage (6–22 Uhr) verhältnismäßig strenge Grenzwerte vor, während die Grenzwerte für Gewerbegebiete im Vergleich dazu mit 69 dB viel höher liegen. Nachts gelten grundsätzlich 10 dB niedrigere Grenzwerte. Diese Grenzwerte gelten nur beim Neubau von Straßen und Schienenwegen und werden als Lärmvorsorge bezeichnet.

## Geschichte
Das im April 1974 in Kraft getretene Bundes-Immissionsschutzgesetz enthielt keine Grenzwerte für Verkehrslärm. Das dazu vorgesehene Verkehrslärmschutzgesetz stieß grundsätzlich auf Zustimmung, wurde jedoch bis in die 1980er Jahre hinein aufgrund von Streitigkeiten um die Finanzierung der damit verbundenen Maßnahmen nicht verabschiedet.
Die Verordnung wurde am 12. Juni 1990 auf Grund der Ermächtigung durch § 43 Abs. 1 BImSchG von der Bundesregierung erlassen.
Die jüngsten wesentlichen Änderungen sind die Einführung der neuen Berechnungsvorschriften für den Schienenverkehr (Berechnung des Beurteilungspegels für Schienenwege – Schall03 von 2012) am 23. Dezember 2014 (gültig ab 1. Januar 2015) sowie für den Straßenverkehr (Richtlinien für den Lärmschutz an Straßen – RLS-19 von 2019) am 4. November 2020 (gültig ab 1. März 2021).